# Ethelreda Leopold
Ethelreda Leopold (2 de julio de 1914 - 26 de enero de 1998) fue una actriz cinematográfica estadounidense. 
Nacida en Chicago, Illinois, actuó en unas 65 películas entre 1934 y 1972. Leopold es reconocida por sus papeles en varios filmes de Los tres chiflados y Bud Abbott y Lou Costello, así como en otros del personaje Andy Hardy. También tuvo pequeños papeles en clásicos como El mago de Oz o la cinta de Charlie Chaplin El gran dictador.
Una de las favoritas en la convenmción de 1990 sobre Los tres chiflados, Leopold falleció en 1998 en Los Ángeles, California, por causas naturales.

## Biografía
Leopold era de Chicago y sabía tocar el piano y dibujar. Estudió en la escuela primaria St. Ignatius y en el instituto Sullivan. Leopold estudió en el Instituto de Arte de Chicago durante algún tiempo antes de que la descubrieran como actriz. Empezó a actuar a los 17 años después de que un cazatalentos de Warner Brothers la viera "modelando modas para adolescentes", según el New York Times. La primera película en la que actuó fue Dames, en la que formaba parte del coro. Fue la ganadora de un "concurso de popularidad" para el grupo de 109 chicas "Busby Berkeley" y formó parte de una gira promocional después de que la filmaran para Gold Diggers en París. Como parte de la gira, H. Allen Smith le tomó las medidas vitales y escribió sobre su gira.
Leopold estuvo casada con Joseph Pine, con quien tuvo un hijo. Murió en North Hollywood el 26 de enero de 1998 a causa de una neumonía.

## Selección de su filmografía
- The Mary Tyler Moore Show (1972)
- Myra Breckinridge (1970)
- That's My Man (1947)
- Little Giant (1946)
- G.I. Wanna Home (1946)
- George White's Scandals (1945)
- Too Many Blondes (1941)
- In the Sweet Pie and Pie (1941)
- All the World's a Stooge (1941)
- Pride of the Bowery (1940)
- Andy Hardy Meets Debutante (1940)
- Nutty But Nice (1940)
- El gran dictador (1940)
- No, No, Nanette (1940)
- El mago de Oz (1939)
- You Can't Cheat an Honest Man (1939)
- Andy Clyde Gets Spring Chicken (1939)
- Wee Wee Monsieur (1938)
- A Pain in the Pullman (1936)
- Gold Diggers of 1935 (1935)